# Refidomsa
La Refinería Dominicana de Petróleo, S.A., también conocida por su acrónimo oficial Refidomsa, es una empresa de refinación de petróleo e importación y comercialización de productos derivados del petróleo de la República Dominicana.

## Historia
Fue constituida en el 7 de noviembre de 1969 tras la firma de un acuerdo en entre el Estado Dominicano y la Royal Dutch Shell y fue inaugurada el 24 de febrero de 1973. Posee una capacidad instalada de refinación de 34 mil barriles diario de crudo, bajo una configuración de refinación hidroskimming.
En el mes de mayo de 2010 por una deuda de US 135 millones que tenía República Dominicana con Venezuela por la compra de crudo,  el gobierno venezolano le ofreció la compra del 49% de las acciones de la empresa Refidomsa y que se concretó por el valor de US$ 133.43 millones de acuerdo al contrato de compra-venta y por intermedio de Petrocaribe.
La empresa posee una participación superior al 60% en el mercado de hidrocarburos de la República Dominicana y procesa la totalidad de crudo importado por el país caribeño bajo el Acuerdo de Petrocaribe.
De acuerdo con la Dirección General de Impuestos Internos (DGII), la Refidomsa es una de las principales empresas que tributan impuestos al Estado Dominicano. En 2013 fue la empresa de mayor recaudación del Impuesto Selectivo al Consumo (ISC) y la octava de mayor recaudación del Impuesto sobre la Renta (ISR).
El 20 de agosto de 2021  el gobierno venezolano vendió el 49% de las acciones de su propiedad por un valor de US $ 88.134.000,00  República Dominicana de acuerdo a las declaraciones del ministro de Hacienda de R. Dominicana José M Vicente, previamente se comunicaron con la OFAC la cual no hizo objeciones, después de más de tres años de intentarlo de esta manera República Dominicana pasó a ser el poseedor del 100% de las acciones.

## Gerencias
La estructura organizacional de Refidomsa está compuesta por Gerencias, las cuales tienen funciones específicas con un personal de especialistas a cada área, estas son:
- Gerencia General
- Sub-Gerencia General
- Gerencia de Operaciones y Servicios Técnicos
- Gerencia de Mantenimiento y Parada de Planta
- Gerencia de Comercialización y Suministro
- Gerencia de Finanza
- Gerencia de Administración y Logística
- Gerencia de Seguridad
- Gerencia Legal